# 圣雅辛图
圣雅辛图是葡萄牙阿威罗区的一个堂区。总面积13.02平方公里，总人口1016人，人口密度78人/平方公里。